# Авъл Лициний Нерва (претор)
Авъл Лициний Нерва (на латински: Aulus Licinius (A. f.) Nerva) е политик и сенатор на Древен Рим.

## Биография
Произлиза от фамилията Лицинии, клон Нерва. Син е на Авъл Лициний Нерва (народен трибун в 177 пр.н.е.) и племенник на Гай Лициний Нерва (претор в 167 пр.н.е.).
Около 143 пр.н.е. е претор и през 142 пр.н.е. управител на римската провинция Македония. Неговият квестор e Луций Тремелий Скрофа.